# Сан-Жуан-д’Алианса
Сан-Жуан-д’Алианса (порт. São João d'Aliança) — муниципалитет в Бразилии, входит в штат Гояс. Составная часть мезорегиона Север штата Гойяс. Входит в экономико-статистический микрорегион Шапада-дус-Веадейрус. Население составляет 7933 человека на 2006 год. Занимает площадь 3327,364 км². Плотность населения — 2,4 чел./км².

## История
Город основан 13 ноября 1953 года. 

## Статистика
- Валовой внутренний продукт на 2003 год составляет 44 922 706,00 реалов (данные: Бразильский институт географии и статистики).
- Валовой внутренний продукт на душу населения на 2003 год составляет 6083,79 реала (данные: Бразильский институт географии и статистики).
- Индекс развития человеческого потенциала на 2000 год составляет 0,718 (данные: Программа развития ООН).

## География
Климат местности: субтропический гумидный. В соответствии с классификацией Кёппена, климат относится к категории Cfa.